# Monotonia straminella
Monotonia straminella är en fjärilsart som beskrevs av Hans Zerny 1914. Monotonia straminella ingår i släktet Monotonia och familjen mott. Inga underarter finns listade i Catalogue of Life.